# Lånholm, Kimitoön
Lånholm är en ö i Finland. Den ligger i Skärgårdshavet och i kommunen Kimitoön i den ekonomiska regionen  Åboland i landskapet Egentliga Finland, i den sydvästra delen av landet. Ön ligger omkring 54 kilometer söder om Åbo och omkring 150 kilometer väster om Helsingfors. Lånholm ligger 8 meter över havet.
Öns area är 2,8 hektar och dess största längd är 240 meter i sydväst-nordöstlig riktning. Närmaste större samhälle är Dragsfjärd, 14,6 km nordost om Lånholm.